# Ducana
La ducana est une boulette ou un pudding à base de patates douces originaire d'Antigua, de Saint-Christophe-et-Niévès, de Saint-Vincent-et-les-Grenadines et de nombreuses autres îles des Caraïbes.
Ils sont fabriqués à partir de patates douces râpées, de noix de coco râpée, de sucre, de farine, de lait de coco et/ou d'eau, de raisins secs, de gingembre, de noix de muscade râpée, de sel et d'essence ou d'extrait de vanille. Le tout est mélangé dans un bol jusqu'à ce que la pâte recouvre le dos d'une cuillère. La méthode de cuisson est assez simple, mais ce qui fait souvent débat, c'est l'emballage. Le mélange peut être cuit enveloppé dans du papier d'aluminium alors que d'autres préfèrent le cuire enveloppé dans des feuilles de coccoloba, des feuilles de bananier, ou des feuilles de raisin de mer. Dans les deux cas, le contenu de l'emballage doit être bouilli dans de l'eau salée pendant environ 25 minutes ou jusqu'à ce que le mélange dans l'emballage soit ferme.
La ducana est souvent servie avec de la morue salée (bacala) et ce que les insulaires appellent le chop-up qui est un mélange d'épinards, d'aubergines et de gombo. La ducana est également consommée froide, ou coupée en fines tranches et légèrement frite.